# Ronald Coase
Ronald Harry Coase (født 29. december 1910, død 2. september 2013) var en britisk økonom. Han modtog Nobelprisen i økonomi i 1991 for sin "opdagelse og udredning af vigtigheden af transaktionsomkostninger og ejendomsret for økonomiens institutionelle struktur og funktion"
Coase er især kendt for to artikler. Den ene er The Nature of the Firm (1937), hvori Coase introducerer transaktionsomkostninger som forklaring på virksomheders størrelse. Den anden artikel er The Problem of Social Cost (1960), hvori Coase påviser, at veldefinerede ejendomsrettigheder kan løse eventuelle eksternalitetsproblemer (se Coase-teoremet).
Desuden er Coase også kendt for, hvad der kaldes Coase-formodningen: Monopolister, der producerer varige forbrugsgoder, har ikke markedsmagt, da de ikke kan binde sig til ikke at sænke prisen i fremtidige perioder. 
Yderligere er Coase kendt for citatet "If you torture the data long enough, it will confess."
Coase døde den 2. september 2013 i en alder af 102 år.

## Vigtige bidrag
- "The Nature of the Firm, 1937. online version
- "The Nature of the Firm" i Economica, Vol. 4, No. 16, November 1937, pp. 386-405.
- "The Nature of the Firm" i Readings in Price Theory, Stigler og Boulding (red.). Chicago, R. D. Irwin, 1952.
- "The Problem of Social Cost" i Journal of Law and Economics, v. 3, n°1 pp. 1-44, 1960 on-line version.
- "Durability and Monopoly" i Journal of Law and Economics, vol. 15(1), pp. 143-49, 1972.
- "The Institutional Structure of Production", The American Economic Review, vol.82, n°4, pp. 713-719, 1992. (Nobelprisforelæsning) on-line version